# ای ۱۷ موه
ای ۱۷ موه (به انگلیسی: Focke-Wulf_A_17) یک هواگرد ملخ‌پیشین تک‌موتوره از نوع هواپیمای مسافربری ساخت شرکت Focke-Wulf است. هواگرد ای ۱۷ موه نخستین پروازش را در ۱۹۲۷ میلادی انجام داد. در مجموع، تعداد ۲۰ فروند از این هواگرد ساخته شده‌است.